# Camphor Sulcus
Il Camphor Sulcus è una struttura geologica della superficie di Encelado.